# Борис Тишченко
Борис Иванович Тишченко (на руски: Бори́с Ива́нович Ти́щенко) е руски класически и филмов композитор, професор, Народен артист на РСФСР, носител на Орден за заслуги към Отечеството. Твори във всички съществуващи музикални жанрове – от напеви без съпровод до суперсимфонии.

## Детство
Борис Иванович Тишченко е роден на 23 март 1939 г. в Ленинград. Майка му Зинаида Абрамовна е икономист и химик с най-висока квалификация, а работата, с която се занимава, е секретна. Момчето е едва на две години, когато започва Великата отечествена война. Двамата с майка му са евакуирани в село Берди, в района на Оренбург. В къщата, в която са настанени, много често се слуша музика. Първата, проникнала в съзнанието на детето музика, са песните от военните години на композиторите Матвей Блантер, Василий Салавьов-Седой и Борис Мокроусов.
Момчето толкова свиква и харесва музиката, че 7-годишен вече решава да стане композитор, въпреки че по това време не знае нито една нота. Научава ги когато е на 12 години, а огромната роля за развитието на любовта му към музиката принадлежи на майка му. Двамата заедно свирят на пиано много от романсите на Пьотър Чайковски, песните на Франц Шуберт, леки произведения на Карл Мария фон Вебер и други.
Братът на майка му живее във Франция и двамата си кореспондират чрез майка си, бабата на Борис. „Доброжелателни“ съседи научават за това, съобщават на службите и Зинаида, от висококвалифициран специалист, веднага става безработна.

## Образование
През 1946 г. Борис постъпва в десетгодишно средно училище, където учителката по пеене обръща внимание на гласа му, избира го в хора, и съветва майка му да запише момчето в музикално училище. Така, през 1951 г., Борис започва да посещава кръжока по музика в Дома на пионерите и учениците. Две години по-късно той е приет в четвърти клас на седемгодишното музикално училище към Ленинградската държавна консерватория „Римски-Корсаков“. Завършва три курса по композиция в класа на Галина Устволская и след това учи пиано при Вера Михелис.
Завършва средното си образование с отлични оценки и от 1957 до 1962 г. следва в консерваторията, във Факултета по композиция в класовете на професорите Вадим Салманов, Виктор Волошинов, а след неговата смърт – при професор Орест Евлахов и се дипломира с отличие. Обучава се и в катедрата по пиано, в класа на блестящия пианист доцент Абрам Логовински, който през 1963 г. също завършва с отлична диплома.
Последните години в консерваторията са необичайно плодотворни за младия композитор. Тогава написва Първа симфония, Втора и Трета соната за пиано, Първа соната за виолончело и вокалния цикъл „Тъжни песни“. Създава Първата соната за виолончело през 1963 г. по молба на Мстислав Ростропович и три години по-късно с нея печели Първа награда от международното състезание за млади композитори „Пражка пролет – 1966“. След изпълнение на концерт за пиано в Москва през 1963 г. в Колонната зала, където той, освен автор, е и солист на пианото, за Тишченко се говори като за един от най-забележителните млади и талантливи съветски композитори.
От 1961 г. е ученик на Дмитрий Шостакович и през 1965 г. завършва следдипломна квалификация при него, в Ленинградската консерватория със специалност композиция. Връзката и творческият контакт между двамата изиграват голяма роля в развитието на младия композитор. По това време Тишченко създава балета „Дванадесет“ и Втора симфония. По-късно посвещава Третата си симфония на Шостакович, а след смъртта на големия композитор – и Петата си симфония. Шостакович правилно оценява както мащаба на таланта на Тишченко, така и неговия характер – неспокоен, лесно уязвим и изтъкан от множество противоречия. През годините преподавателят винаги и във всичко помага на Тишченко. Например той не само научава наизуст неговата соната за виолончело, но и я дирижира. През 1997 г. са публикувани писмата на Шостакович до Борис Тишченко, които показват колко високо е оценявал младия композитор. А за Тишченко учителят винаги е оставал пример за това как човек трябва да живее и твори и младежът се старае да съхрани етическите ценности на големия майстор.

## Зрялост
От 1965 г. Тишченко работи като преподавател в Ленинградската консерватория, първо по теоретични дисциплини, а от 1974 г. преподава композиция. За първи път гастролира на Запад през 1987 г. Изявите му в Хамбург стават отправна точка за изнасяне на следващи големи концерти в развитите страни. През същата година Тишченко става и Народен артист на РСФСР. В периода 1988 – 1992 г. пътува няколко пъти до Съединените щати, където композиторът изнася персонални концерти.
Тишкевич се жени три пъти. Първата му съпруга е Анастасия Исаевна Браудо, която е музикант и свири на орган и клавесин. Родена е през 1942 г. и е дъщеря на органиста Исай Браудо. Тя е първата, която изпълнява органната музика на съпруга си и други съвременни композитори като Генадий Белов и Сергей Слонимски. След развода си с Тишченко, от края на 70-те години, Анастасия живее на Запад, изнася концерти в европейски страни и е почетен член на журито на Международния конкурс за орган „Браудо“ в Санкт Петербург. Втората му съпруга е певицата Галина Мирошниченко. Третата е Ирина Донская, талантлива арфистка, солист на Академичната капела „Глинка“ в Санкт Петербург, преподавател в Музикалното училище „Мусоргски“ и води клас по арфа в Петербургската държавна консерватория. Тя се омъжва за Тишкевич на много млада възраст и двамата прекарват заедно 33 години, до нейната смърт. Композиторът има по един син и от трите си жени – Дмитрий от първата, кръстен на Шостакович, от втората – Всеволод и от третата – Андрей.
Борис Иванович Тишченко умира от онкологично заболяване на 9 декември 2010 г. в Санкт Петербург, на 72-годишна възраст. Погребан е на Волковското гробище в града.

## Творчество
В развитието си като композитор Тишченко е силно повлиян от творбите на Лудвиг ван Бетовен, Франц Шуберт, Густав Малер, Михаил Глинка, Александър Даргомижски, Модест Мусоргски, Пьотър Чайковски. През годините си в консерваторията композиторът участва в няколко фолклорни експедиции и руският фолклор заема специално място в произведенията му. Друг, много важен източник на творческото му вдъхновение са източните култури – на Индия, Китай, Япония и други. Влияние му оказва и музиката на композиторите от 20-и век – композициите на унгареца Бела Барток, австриеца Албан Берг, Сергей Прокофиев, Игор Стравински и основно на неговите учители Дмитрий Шостакович и Галина Устволская. В работата си той продължава традициите на симфонизма на Шостакович.
Благодарение на голямата си трудоспособност и вдъхновение, през годините Тишченко създава 8 симфонии, 4 програмни симфонии, балетите „Ярославна“ по „Слово за похода на Игор“, „Дванадесет“ по Александър Блок, „Муха-Цокотуха“ по Корней Чуковски, операта „Откраднато слънце“, оперетата „Хлебарка“ по Корней Чуковски, „Реквием“ по стихове Анна Ахматова, Реквием Aeternam в памет на тайландската принцеса Галяни Вадхана, няколко вокални цикъла, 9 концерта за различни инструментални състави, 10 сонати за пиано, 4 сонати за солови струнни инструменти, музика за театрални постановки и филми и поредица от съчинения за пиано. Борис Тишченко, един от големите симфонисти в света, написва общо 13 симфонии. Една от тях няма номер, седем са номерирани по обичайния начин (от Първа до Седма), а номерата на останалите пет съдържат буквата „D“ – Симфонии на Данте.
В групата от произведения на Тишченко, както и в руската музикална култура, тази петица заема специално място. Продължителността на цялото произведение е около четири часа. Пълното му заглавие е „Беатриче. Хорео-симфонична циклиада“. Цикълът от петте симфонии, базирани на „Божествена комедия“ на Данте е съставен от редица мащабни композиции и представлява цикъл от цикли, неразделни по същество. Те представят един нов жанр, който няма преки аналози, а създаването им отнема осем години от живота на композитора. Пише ги от 1997 до 2005 г. и това произведение се превръща в абсолютната кулминация на неговото творчество. Първата симфония се нарича „Сред живите“ и съдържа предисторията на „Божествена комедия“. Втора и Трета симфонии, в последователността на събитията, точно съответстват на „Адът“ на Данте, Четвъртата – на чистилището и Петата – на рая. Партитурата съдържа подробни инструкции за действието, либретото е разработено много внимателно и освен указанията на композитора, има многобройни цитати от Данте, които сами по себе си, могат да служат като изчерпателни инструкции за постановката. Освен това някои от думите на „Божествената комедия“ са вписани в партитурата и само те трябва да се пеят с жестове, в пантомима – например „чест на върховния поет“ в квартета за срещата на Омир, Овидий, Хораций и Лукан, с Вергилий и Данте в ада.
Друго от най-ценените произведения на Тишченко е балетът „Ярославна“. В неговата музика се преплитат основните линии, които проникват в цялото творчество на композитора – дълбок интерес към руския фолклор и страст към музиката на Изтока. Шостакович също му дава много висока оценка, като казва „Гледах балета три пъти и всеки път бях пленен от изразителността на тази руска по дух музика“.
Някои от произведенията на Тишченко остават трайно в руската музикална култура – Първа соната за виолончело, Първи концерт за пиано, балета „Ярославна“, Концерт за флейта, пиано и струнен оркестър, Трета и Пета симфонии, Трети струнен квартет, Реквиемът по стихове на Ахматова, вокалните цикли по стихове на Марина Цветаева и А. Ахматова и редица други.
Съдбата на произведенията му не винаги е благополучна. Реквиемът му по Анна Ахматова е забранен за изпълнение в продължение на дълги години, а балетът „Дванадесет“, поставен от Л.В. Якобсон, е свален от сцената само след три представления. През 1989 г. главният диригент на Голямата зала на Ленинградската филхармония въвежда забрана за изпълнението на творбите на Тишченко, която е отменена 7 години по-късно, под влияние на обществения натиск.
Борис Тишченко е автор на много статии, рецензии, анотации, публикации, брошури и други. Често представя доклади и съобщения на международни научни конференции и симпозиуми.
Композиторът често изпълнява собствени композиции като пианист. Негови творби са записани от различни звукозаписни компании и публикувани от издателства в Русия, Англия, Германия, България, Унгария, Словакия, Финландия, Чехия, САЩ, Италия.
Между най-добрите интерпретатори на неговата музика се нареждат диригентите Юрий Темирканов, Валерий Гергиев, Мстислав Ростропович и Генадий Рождественски.

### Музика към филми[2]
- 1965 – „На същата планета“
- 1967 – „Смъртта на Пушкин“
- 1971 – „Пристан от другата страна“
- 1974 – „Ден за прием по лични въпроси“
- 1978 – „Деца като деца“
- 1980 – „Сергей Иванович се пенсионира“
- 1980 – „Светлина в прозореца“
- 1984 – „Светлини“
- 1990 – „Потъналото време“

## Преподавателска дейност
От 1965 г. Тишченко работи като преподавател в Ленинградската консерватория, първо по теоретични дисциплини, а от 1974 г. преподава композиция. През 1980 г. става доцент, а 6 години по-късно – професор. По различно време той преподава във Факултета по музикална режисура, провежда семинари по съвременна чуждестранна музика в Оркестровия факултет и изнася лекции по инструменталистика във Факултета по теория на композицията. От 1974 г. до последните си дни той преподава композиция и възпитава редица известни композитори.
Роден учител, той преподава с удоволствие и контактът с талантливи младежи му носи радост. Работи индивидуално с всеки един, никога не прилага еднакъв подход към всички и търси характерното и самобитното във всеки свой ученик. Ето защо, след неговото обучение, се появяват такива различни автори като Виктор Плешак, Людмила Сухорукова, Олга Петрова, Валерий Пигузов, Ирина Цеслюкевич, Светлана Нестерова и други.

## Награди[1][4]
- 1966 – лауреат на Международния конкурс за млади композитори „Пражката пролет – 1966“, където получава първа награда
- 1978 – лауреат на Държавната награда на РСФСР „Михаил Глинка“ за създаването на „Симфония на храбростта“, Концерт за флейта, пиано и струнен оркестър и Пета симфония, посветена на паметта на Дмитрий Шостакович.
- 1978 – Заслужил деец на изкуствата на РСФСР
- 1987 – Народен артист на РСФСР
- 1995 – лауреат на наградата на кмета на Санкт Петербург
- 2000 – златен Медал на Пушкин
- 2002 – Орден за заслуги към Отечеството, IV степен – за сериозен принос в развитието на музикалното изкуство
- 2008 – награда на правителството на РСФСР за създаването на цикъла „Симфонии на Данте“